# Élection présidentielle malienne de 2018
L'élection présidentielle malienne de 2018 se tient les 29 juillet et 12 août 2018 afin d'élire le président de la République du Mali. 
Le président sortant, Ibrahim Boubacar Keïta, et le chef de l'opposition, Soumaïla Cissé, donnés favoris, se qualifient pour le ballottage. Boubacar Keïta est réélu avec 67,2 % des voix à l'issue d’un second tour contesté par l’opposition et dans un contexte de forte abstention s’élevant à deux tiers des inscrits.

## Mode de scrutin
Le président malien est élu au scrutin uninominal majoritaire à deux tours pour un mandat de cinq ans renouvelable une seule fois.

## Candidats
Le 28 mai 2018, le président sortant Ibrahim Boubacar Keïta annonce sa candidature pour un deuxième mandat.
Le 4 juillet, la Cour constitutionnelle proclame la liste définitive de 24 candidats à la présidentielle, dont de manière non exhaustive :
- Ibrahim Boubacar Keïta, Rassemblement pour le Mali, président sortant ;
- Soumaïla Cissé, Union pour la République et la démocratie ;
- Kalifa Sanogo, Alliance pour la démocratie au Mali-Parti africain pour la solidarité et la justice ;
- Modibo Kone, Mouvememt Mali Kanu[5] ;
- Djeneba N'diaye, Femme en Marche pour un Mali émergent, seule femme candidate ;
- Hamadoun Touré, Alliance Kayira ;
- Moussa Sinko Coulibaly, ancien ministre de l’Administration territoriale, de la Décentralisation et de l’Aménagement du territoire  ;
- Moussa Mara, Yéléma, ancien Premier ministre ;
- Oumar Mariko, Solidarité africaine pour la démocratie et l'indépendance ;
- Modibo Diarra, Rassemblement pour le développement du Mali, astrophysicien à la NASA, ancien Premier ministre du Mali, ancien président de Microsoft Afrique[6] ;
- Choguel Maïga, Mouvement patriotique pour le renouveau.

## Analyse

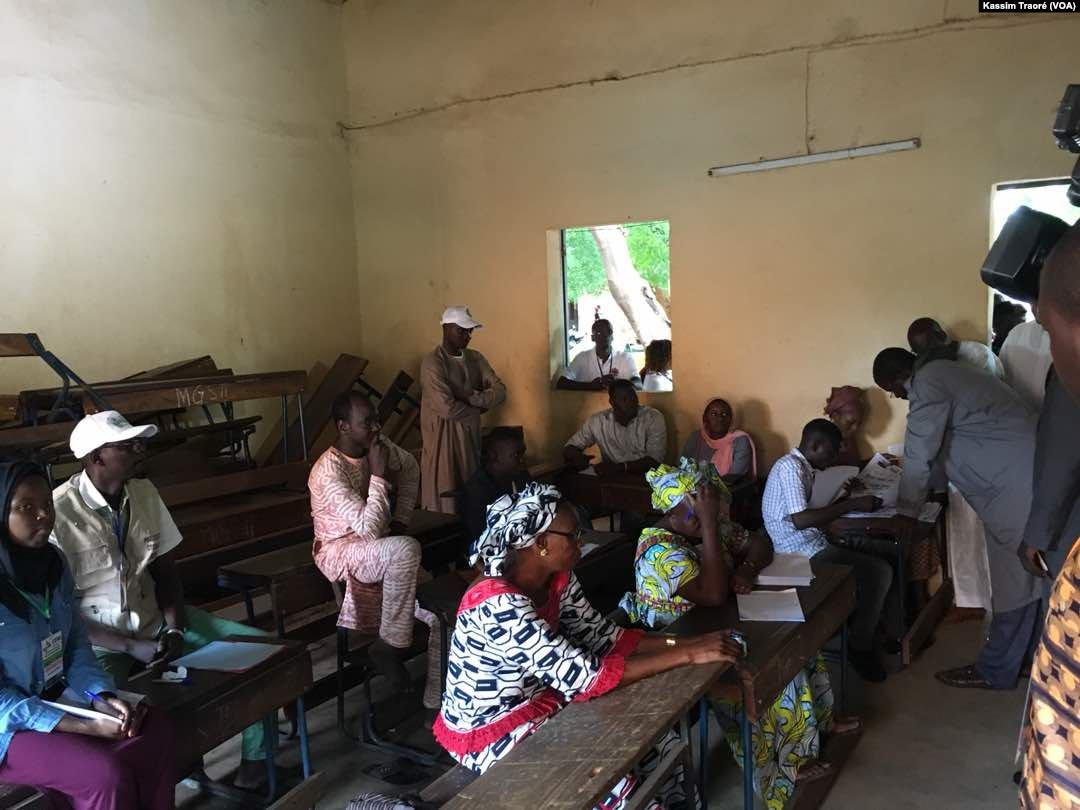
Un bureau de vote à Bamako, le 29 juillet 2018.

Au premier tour organisé le 29 juillet 2018, le président sortant Ibrahim Boubacar Keïta arrive en tête avec 41,42 % des voix, contre 17,80 % pour le chef de file de l’opposition Soumaïla Cissé, selon les résultats communiqués le 3 août suivant. Les deux candidats étaient donnés favoris. Ils s'opposent lors d'un second tour le dimanche 12 août. C'est la première fois qu'un président sortant se retrouve en ballottage pour un second tour dans l'histoire du Mali.

## Résultats
Les résultats provisoires du premier tour ont été annoncés à l'ORTM le 2 août 2018 à 21 h. Les mêmes résultats sont ensuite publiés sur le site web du ministère de l'Administration Territoriale et de la Décentralisation. Le total cumulé des résultats des candidats y est inférieur de 19 040 voix au total de suffrages exprimés,. Les résultats définitifs du premier tour sont publiés par la Cour constitutionnelle le 8 août 2018 et ceux du second tour le 17 août.
| Candidats                | Candidats                | Partis                   | Premier tour | Premier tour | Second tour | Second tour |
| Candidats                | Candidats                | Partis                   | Votes        | %            | Votes       | %           |
| ------------------------ | ------------------------ | ------------------------ | ------------ | ------------ | ----------- | ----------- |
|                          | Ibrahim Boubacar Keïta   | RPM                      | 1 331 132    | 41,70        | 1 791 926   | 67,16       |
|                          | Soumaïla Cissé           | URD                      | 567 679      | 17,78        | 876 124     | 32,84       |
|                          | Aliou Diallo             | ADP                      | 256 404      | 8,03         |             |             |
|                          | Modibo Diarra            | RPDM                     | 236 025      | 7,39         |             |             |
|                          | Housseini Guindo         | PUR                      | 124 506      | 3,90         |             |             |
|                          | Oumar Mariko             | Sadi                     | 74 300       | 2,33         |             |             |
|                          | Modibo Kone              | MMK                      | 72 941       | 2,29         |             |             |
|                          | Choguel Maïga            | MPR                      | 69 970       | 2,16         |             |             |
|                          | Harouna Sankaré          | MUM                      | 57 406       | 1,80         |             |             |
|                          | Mamadou Sidibé           | PRVM                     | 54 274       | 1,70         |             |             |
|                          | Modibo Sidibé            | FARE                     | 45 453       | 1,42         |             |             |
|                          | Kalifa Sanogo            | Adéma-PASJ               | 38 892       | 1,22         |             |             |
|                          | Mamadou Diarra           | Indépendant              | 36 124       | 1,13         |             |             |
|                          | Modibo Kadjoke           | APM-Maliko               | 30 479       | 0,95         |             |             |
|                          | Moussa Sinko Coulibaly   | Indépendant              | 30 232       | 0,95         |             |             |
|                          | Adama Kané               | Indépendant              | 26 084       | 0,82         |             |             |
|                          | Daba Diawara             | PIDS                     | 22 991       | 0,72         |             |             |
|                          | Mountaga Tall            | CNID                     | 20 312       | 0,64         |             |             |
|                          | Dramane Dembélé          | Adéma                    | 18 737       | 0,59         |             |             |
|                          | Mohamed Aly Bathily      | Indépendant              | 17 712       | 0,55         |             |             |
|                          | Hamadoun Touré           | Alliance Kayira          | 17 087       | 0,54         |             |             |
|                          | Niankoro Yeah Samaké     | PACP                     | 16 632       | 0,52         |             |             |
|                          | Mamadou Traoré           | Indépendant              | 15 502       | 0,49         |             |             |
|                          | Djeneba N'diaye          | FEMME                    | 12 275       | 0,38         |             |             |
|                          |                          |                          |              |              |             |             |
| Votes valides            | Votes valides            | Votes valides            | 3 192 149    | 93,44        | 2 668 050   | 96,89       |
| Votes blancs et nuls     | Votes blancs et nuls     | Votes blancs et nuls     | 224 069      | 6,56         | 85 648      | 3,11        |
| Total                    | Total                    | Total                    | 3 416 218    | 100          | 2 753 698   | 100         |
| Abstention               | Abstention               | Abstention               | 4 584 244    | 57,30        | 5 246 764   | 65,58       |
| Inscrits / participation | Inscrits / participation | Inscrits / participation | 8 000 462    | 42,70        | 8 000 462   | 34,42       |

Résultats au second tour: 
| I.B. Keïta (67,16 %) |  |  | Soumaïla Cissé (32,84 %) |
| ▲                    |  |  |                          |
| Majorité absolue     |  |  |                          |

### Contestations
Le 6 août, 18 candidats, dont Soumaïla Cissé, donnent une conférence de presse commune pour dénoncer des fraudes massives et ce qu'ils appellent un « coup d'État électoral ». La veille, Cissé avait déposé des recours contre de supposées irrégularités.
Le 18 août, l'opposition menée par Soumaïla Cissé organise une manifestation à Bamako afin de contester les résultats annoncés.